# František Navrkal
František Navrkal (* 15. září 1992 Děčín) je český politik a datový analytik, člen Pirátů, v letech 2019 až 2021 byl poslancem Poslanecké sněmovny PČR.

## Život
V roce 2012 maturoval na Gymnáziu Děčín, následně vystudoval obor aplikace softwarového inženýrství na Fakultě jaderné a fyzikálně inženýrské Českého vysokého učení technického v Praze (získal titul Bc.).
Od podzimu 2016 do března 2019 pracoval jako datový inženýr a IT analytik pro různé firmy. Profesně se obecně zabývá datovým modelováním a analýzou. Od jara 2019 svoje zkušenosti a znalosti využívá v rámci Poslaneckého klubu Pirátů.
František Navrkal žije ve městě Děčín, konkrétně v části Václavov. Mezi jeho zájmy patří počítačové hry, jízda automobilem, informační technologie, politika a obecně poznávání světa. Mluví plynně anglicky.

## Politické působení
Od července 2012 je členem Pirátů, ve straně se zabývá hlavně předpisy, administrativou a politickým programem. V letech 2013 až 2016 byl s několika krátkými přestávkami členem republikového výboru strany, od dubna 2016 je předsedou krajského sdružení strany v Ústeckém kraji a od října 2016 členem rozhodčí komise strany.
V komunálních volbách v roce 2014 kandidoval za Piráty do Zastupitelstva města Děčín (na kandidátce „Piráti za Děčín“), ale neuspěl. Nepodařilo se mu to ani ve volbách v roce 2018.
V krajských volbách v roce 2012 kandidoval za Piráty do Zastupitelstva Ústeckého kraje, ale neuspěl. Nepodařilo se mu to ani ve volbách v roce 2016 na kandidátce subjektu Piráti a Strana zelených.
Ve volbách do Poslanecké sněmovny PČR v roce 2013 kandidoval za Piráty v Ústeckém kraji, ale neuspěl. Ve volbách v roce 2017 sice opět nebyl zvolen, ale stal se prvním náhradníkem. Když pak na začátku června 2019 rezignoval na svůj poslanecký mandát Mikuláš Peksa, jelikož byl zvolen poslancem Evropského parlamentu, nahradil jej právě Navrkal.
V Poslanecké sněmovně byl členem Ústavně-právního výboru a Zahraničního výboru. V lednu 2020 reagoval na snahu o zakonzervování senátních obvodů, která by podle Pirátů vedla k nerovnosti hlasů voličů. V březnu 2020 upozornil na to, že se vláda v době nouzového stavu chystala projednat zákon o evidenci skutečných majitelů, který obsahoval účelovou výjimku pro firmy ve svěřenských fondech. Vláda po jeho intervenci bod z jednání stáhla. Dne 9. září 2020 byl pozitivně testován na koronavirus SARS-CoV-2.
Ve volbách do Poslanecké sněmovny PČR v roce 2021 kandidoval jako člen Pirátů na 6. místě kandidátky koalice Piráti a Starostové v Ústeckém kraji, ale nebyl zvolen. Mandát poslance se mu tak nepodařilo obhájit.